# 길버트 엘리스 제도
길버트 엘리스 제도(영어: Gilbert and Ellice Islands)는 1892년부터 영국의 보호령이었고, 1916년부터 1976년 1월 1일까지 영국의 식민지였다. 독립 이후 길버트 엘리스 제도는 두 개의 독립국으로 나누어졌다. 1974년 12월 엘리스 제도 자치 선거에서 길버트 제도와 엘리스 제도는 각각의 독립된 행정부를 마련하는 것에 대해 투표했다. 선거 결과, 길버트와 엘리스 제도는 1976년 1월 1일까지 하나의 행정부를 유지한 이후에 키리바시와 투발루로 분리되었다.

## 위치
길버트 제도(옛 명칭 킹스밀 제도)는 16개의 서부 태평양의 산호초 및 환초로 구성된 지역으로, 오세아니아의 미크로네시아 지역에 속한다. 길버트 제도는 오늘날 키리바시의 주요 부분을 구성한다. 키리바시는 "길버트"의 원어 번역이다. 길버트 제도의 산호초와 환초들은 남북 선으로 배열되어 있다. 지리학적 측면에서 적도가 북부 길버트 제도와 남부 길버트 제도를 가르는 분할선 역할을 한다. 엘리스 제도는 길버트 제도의 남쪽에 위치한다. 엘리스 제도는 6개의 환초와 3개의 암초로 구성되어 있으며 동경 176도에서 경도 180도까지, 남위 5도에서 남위 10도까지 날짜변경선 서쪽까지 뻗어있다. 엘리스 제도는 하와이섬과 오스트레일리아의 중간 기착지로, 오세아니아에서 폴리네시아의 일부로 여겨지고 있다.

## 이름
1606년 페드로 페르난데스 데 퀘이로가 마킨섬과 부타리타리를 발견했고, 스페인어로 이를 "부엔 비아에" 섬이라고 명명했다. 길버트 제도는 1820년 러시아 제국의 귀족이자 제독이었던 아담 요한 폰 크라우센스테른이 1788년 섬과 이 제도를 우연히 발견한 영국 함장 토마스 길버트의 이름을 따서 지어졌다. 프랑스 함장이었던 루이 이시도레 뒤페리가 처음으로 길버트 제도의 지도를 제작한 인물이었다.
푸나푸티 환초는 1819년 레베카에 탑승한 아렌트 데 페이스터가 섬을 발견한 후 영국 정치인이었던 에드워드 엘리스의 이름을 따 엘리스 제도로 명명했다. 엘리스라는 이름은 오늘날 투발루를 구성하는 9개의 섬 전체에 이름이 붙여졌다.